# Mossyrock-Talsperre
Die Mossyrock-Talsperre ist eine Talsperre am Cowlitz River im Staat Washington in den USA. Der Stausee heißt Riffe Lake (früher: Davisson Reservoir) und ist 37 km lang. Er liegt 45 km ostsüdöstlich von Centralia.
Im Wasserkraftwerk an der Staumauer wird Elektrizität für die Stadt Tacoma erzeugt. Außerdem dient die Talsperre der Hochwasser-Vorsorge. Weiterhin ist der See ein Erholungsgebiet im Sommer und im Winter. Im Winter wird der Wasserspiegel abgesenkt, um Raum für Hochwasser zu schaffen, das normalerweise im Frühling kommt. Im Sommer wird Wasser abgegeben, um den Fluss mit ausreichenden Wassermengen für die Fische zu versorgen.
Mossyrock ist auch der Name einer nahe gelegenen Stadt, die anstelle der im Stausee untergegangenen Ortschaften Riffe und Kosmos neu erbaut worden ist. Der frühere Name Davisson kommt von einem Ingenieur, der das Projekt überwacht hat, aber der Stausee wurde bald zu Ehren der Stadt Riffe umbenannt. Riffe wird wie „life“ ausgesprochen. „Rifle Lake“ ist vermutlich eine falsche Schreibweise, die auf eine nicht richtig verstandene Bedeutung hinweist.
Die Staumauer, eine Bogengewichtsstaumauer, ist mit rund 185 Meter Höhe die neunthöchste Talsperre in den USA. Andere Quellen sprechen von einer Mauerhöhe von nur 111 m und einer maximalen Wassertiefe von 110 m. Dies ist die Höhe über Gelände (über der Talsohle), während 185 m die Höhe über der Gründung ist.
Am Cowlitz gibt es noch weitere Talsperren: 
- Cowlitz Falls hat ein 70-Megawatt-Kraftwerk und wurde 1994 vollendet.
- Die Mayfield-Talsperre ist 56 m hoch und 259 m lang und liegt 21 km unterhalb der Mossyrock-Talsperre.